# Ernst Auer von Herrenkirchen
Ernst Auer von Herrenkirchen (* vor 1411 in Landshut; † 23. März 1432) war ein deutscher Bischof der Diözese Gurk.

## Leben
Ernst Auer von Herrenkirchen war der Spross eines bayrischen Rittergeschlechts. Am 23. Mai 1411 wurde der bisherige Propst des Kollegiatkapitels St. Bartlmä in Friesach durch Papst Johannes XXIII. zum Bischof von Gurk ernannt. Seit 1415 war Ernst Auer auch Kanzler des Herzogs Ernst des Eisernen. Als der Herzog am 18. März 1414 auf dem Kärntner Zollfeld die Huldigung der Kärntner Stände entgegennahm – es war die letzte Huldigung, die ein Kärntner Herzog nach der althergebrachten Sitte empfing –, war Bischof Ernst Auer unter den Anwesenden und hielt anschließend das Hochamt in Maria Saal. Der Bischof nahm auch am Konzil von Konstanz teil.
Unter Bischof Ernst Auer begannen die Streitigkeiten zwischen Bischof und Domkapitel, die sich durch das ganze 15. Jahrhundert hindurch zogen. Es ging darin hauptsächlich um geistliche Rechte des Kapitels und Besitzrechte. Ernst Auer war der letzte Bischof, der im damals noch kleinen Bistum Seckau das erzbischöfliche Generalvikariat ausübte, 1418 hörten die betreffenden Befugnisse auf.
Im Jahr 1420 wollte Papst Martin V. Ernst Auer zum Bischof von Trient ernennen und anschließend den päpstlichen Kammerherrn Nikodemus della Scala zum Bischof von Gurk machen. Der Papst ersuchte vor diesem Schritt die Zustimmung von Herzog Friedrich IV. von Österreich-Tirol, der sich diesem Vorhaben jedoch energisch widersetzte, da er an Johannes von Isny festhielt. Letztlich bekam Alexander von Masowien, ein Bruder der Gattin des Herzogs Ernst des Eisernen, die Trienter Fürstbischofswürde. Nikodemus della Scala erhielt daraufhin das Bistum Freising.
Bischof Ernst Auer wurde vor allem durch seine Reformen, insbesondere der Reform des Augustinerordens, bekannt, zu welchen er durch das Konstanzer Konzil und das Provinzialkonzil von Salzburg veranlasst wurde.
Nach dem Tod von Herzog Ernst wurde Ernst Auer als Kanzler an den Hof Herzog Friedrichs berufen und bestellte den Straßburger Propst Peter Semler zum Generalvikar seiner Diözese. Es ist das erste Mal in der Geschichte des Bistums, dass ein Generalvikar bestellt wurde.
Am 23. März 1432 verstarb Bischof Auer und wurde vor dem von ihm gestifteten Katharinenaltar der Straßburger Kollegiatkirche bestattet.